# Helen Nichol
Pour les articles homonymes, voir Nichol.
Helen Nichol, née le 18 février 1981 à Burlington (Ontario), est une joueuse canadienne de badminton.

## Carrière
Elle est médaillée d'or en double dames avec Charmaine Reid (en) aux Jeux panaméricains de 2003 à Saint-Domingue. La paire participe ensuite aux Jeux olympiques d'été de 2004, mais est éliminée dès les seizièmes de finale par la paire taïwanaise Chien Yu-chin (en)-Cheng Wen-hsing (en).